# نيقولاي غيراسيموفيتش كوزنيتسوف
نيقولاي غيراسيموفيتش كوزنيتسوف (الروسية: Николай Герасимович Кузнецов) ولد عام 1904 في إقليم ارخانغلسك في شمال روسيا في عائلة فلاح. وتخرج عام 1926 من الكلية البحرية وخدم في اسطول البحر الأسود السوفيتي، ثم انهى الأكاديمية البحرية. وشارك في الحرب الاهلية في إسبانيا، حيث قام بتدريب بحارة سلاح البحر الإسباني. وكان قائدا لاسطول المحيط الهادي السوفيتي. وتولى عام 1939 قيادة وزارة الشؤون البحرية السوفيتية.
كان اميرال الاتحاد السوفيتي نيقولاي كوزنيتسوف أحد القادة السوفيت القلائل الذين اتخذوا اجراءات فعالة غداة اعتداء ألمانيا على الاتحاد السوفيتي للحيلولة دون تدمير قواته والحفاظ عليها. ولم يخضع سلاح البحر الذي تولى كوزنيتسوف قيادته قبل نشوب الحرب لوزارة الدفاع السوفيتية التي اصدرت امرا عشية الهجوم الألماني بعدم الرد على اية استفزازات، مما جعل معظم القادة يجلسون مكتوفي الايدي. واصدر كوزنيتسوف في ليلة 22 يونيو/حزيران عام 1941 امرا لسفن كل الاساطيل التابعة له بان تخرج إلى عرض البحر وتنتشر هناك استعدادا لصد هجوم العدو. وتعارض هذا الامر مع ارادة ستالين الذي بذل كل ما في وسعه كيلا يقدم للالمان أي دافع اومبرر للاعتداء على الاتحاد السوفيتي. ولم يخسر سلاح البحر السوفيتي سفينة واحدة ولا طائرة بحرية واحدة. وقام بمواجهة العدو بفتح النيران المنظمة. كان نيقولاي كوزنيتسوف طيلة الحرب الوطنية العظمى يتولى قيادة سلاح البحر السوفيتي وحال دون الهجوم الألماني على اقليم القوقاز من جهة البحر. ولعبت الطائرات البحرية والغواصات التابعة له دورا بارزا في مواجهة العدو الألماني. كما لعبت السفن البحرية السوفيتية دورا كبيرا في مرافقة قوافل سفن الحلفاء التي كانت تنقل على متونها الإمدادات للجيش الأحمر.
توفي الاميرال كوزنيتسوف عام 1974 . وتحمل اقوى السفن البحرية الروسية وهي حاملة الطائرات الروسية الأميرال كوزنستوف الوحيدة أسمه.